# Calliopsis
Calliopsis is een geslacht van vliesvleugelige insecten uit de familie Andrenidae

## Soorten
- C. andreniformis Smith, 1853
- C. anomoptera Michener, 1942
- C. anthidia Fowler, 1899
- C. argentina (Jörgensen, 1912)
- C. australior Cockerell, 1897
- C. azteca Shinn, 1967
- C. barbata (Timberlake, 1952)
- C. barri (Rozen, 1959)
- C. beamerorum (Rozen, 1963)
- C. bernardinensis Michener, 1937
- C. boharti (Rozen, 1958)
- C. callops (Cockerell & Porter, 1899)
- C. callosa (Timberlake, 1952)
- C. cazieri (Rozen, 1958)
- C. cincta Cresson, 1879
- C. coloradensis Cresson, 1878
- C. coloratipes Cockerell, 1898
- C. comptula (Cockerell, 1916)
- C. crypta Shinn, 1965
- C. chlorops Cockerell, 1899
- C. deserticola Shinn, 1967
- C. edwardsii Cresson, 1878
- C. empelia Shinn, 1967
- C. filiorum (Rozen, 1963)
- C. flavifrons Smith, 1853
- C. foleyi (Timberlake, 1952)
- C. fracta (Rozen, 1952)
- C. fulgida Shinn, 1967
- C. gilva Shinn, 1967
- C. granti Shinn, 1967
- C. helenae Shinn, 1967
- C. helianthi (Swenk & Cockerell, 1907)
- C. hesperia (Swenk & Cockerell, 1907)
- C. hirsutifrons Cockerell, 1896
- C. hirsutula (Spinola, 1851)
- C. hondurasica Cockerell, 1949
- C. hurdiella Shinn & Engel, 2003
- C. interrupta Provancher, 1888
- C. kucalumea Shinn, 1967
- C. laeta (Vachal, 1909)
- C. larreae (Timberlake, 1952)
- C. limbus Shinn, 1967
- C. linsleyi (Rozen, 1958)
- C. macswaini (Rozen, 1958)
- C. meliloti Cockerell, 1896
- C. mellipes (Timberlake, 1952)
- C. mendocina (Jörgensen, 1912)
- C. michenerella Shinn & Engel, 2003
- C. micheneri (Rozen, 1958)
- C. mourei Shinn, 1967
- C. nebraskensis Crawford, 1902

- C. nigromaculata (Timberlake, 1952)
- C. obscurella Cresson, 1879
- C. pectidis Shinn, 1965
- C. peninsularis Shinn, 1967
- C. persimilis (Cockerell, 1899)
- C. personata Cockerell, 1897
- C. phaceliae (Timberlake, 1952)
- C. philiphunteri Shinn & Engel, 2003
- C. puellae (Cockerell, 1933)
- C. pugionis Cockerell, 1925
- C. quadridentata Shinn, 1967
- C. quadrilineata Provancher, 1888
- C. rhodophila Cockerell, 1897
- C. rogeri Shinn, 1967
- C. rozeni Shinn, 1965
- C. scitula Cresson, 1878
- C. scutellaris Fowler, 1899
- C. smithi (Rozen, 1958)
- C. snellingi (Rozen, 1963)
- C. solitaria (Rozen, 1963)
- C. sonora Shinn, 1967
- C. sonorana (Timberlake, 1969)
- C. squamifera Timberlake, 1947
- C. subalpina Cockerell, 1894
- C. syphar Shinn, 1967
- C. teucrii Cockerell, 1899
- C. timberlakei (Rozen, 1958)
- C. trifasciata (Spinola, 1851)
- C. trifolii (Timberlake, 1952)
- C. unca Shinn, 1967
- C. verbenae Cockerell & Porter, 1899
- C. xenopous Ruz, 1991
- C. xenus (Rozen, 1958)
- C. yalea Shinn, 1967
- C. zebrata Cresson, 1878
- C. zonalis Cresson, 1879
- C. zora Shinn, 1967